# Llum de polimerització dental
Una llum de polimerització dental és una peça d'equip dental que s'utilitza per a la polimerització de compostos basats en resina de polimerització amb llum. Es pot utilitzar en diversos materials dentals diferents que són curables per la llum. La llum utilitzada cau sota l'espectre de llum blava visible. Aquesta llum es lliura en un rang de longituds d'ona i varia per a cada tipus de dispositiu. Hi ha quatre tipus bàsics de fonts de llum de curat dental: halògens de tungstè, díodes emissors de llum (LED), arcs de plasma i làsers . Els dos més comuns són els halògens i els LED.

## Història
A principis dels anys 60 es van desenvolupar els primers compostos de resina fotopolimerizable . Això va portar al desenvolupament de la primera llum de curat, anomenada Nuva Light, per Dentsply /Caulk als anys setanta. Nuva Light va utilitzar llum ultraviolada per curar compostos de resina. Es va suspendre a causa d'aquest requisit, així com pel fet que les longituds d'ona més curtes de la llum UV no van penetrar prou profundament a la resina per curar-la adequadament.
Durant la dècada de 1980, els avenços en l'àmbit de la curació per llum visible van portar a la creació d'un dispositiu de curat amb llum blava. El següent tipus de llum de curació desenvolupat va ser la bombeta halògena de quars ; aquest dispositiu tenia longituds d'ona més llargues de l'espectre de la llum visible i permetia una major penetració de la llum de curat i l'energia de la llum per als compostos de resina. La llum de curat halògens va substituir la llum de curat UV .
La dècada de 1990 va presentar grans millores en els dispositius de fotopolimerització. A mesura que els materials de restauració dental van avançar, també ho va fer la tecnologia utilitzada per curar aquests materials; el focus era millorar la intensitat per poder curar més ràpid i més profund. El 1998 es va introduir la llum de polimerització amb arc de plasma. Utilitza una font de llum d'alta intensitat, una bombeta fluorescent que conté plasma, per curar el compost a base de resina, i afirma que cura el material compost de resina en 3 segons. A la pràctica, però, mentre que la llum de polimerització d'arc de plasma va demostrar ser popular, els aspectes negatius (incloent, però no limitats a, un preu inicial car, temps de curat més llargs que els 3 segons reclamats i un manteniment costós) d'aquestes llums van donar lloc al desenvolupament d'altres tecnologies de llum de curat.
L'últim avenç en tecnologia és la llum de curat LED. Tot i que les llums de curació LED estan disponibles des dels anys 90, no es van utilitzar àmpliament fins que les frustracions presentades per la propietat de les llums d'arc de plasma es van fer insuportables. Si bé la llum de curat LED és un gran pas endavant respecte a les ofertes inicials de llum de curat, es desenvolupen contínuament perfeccionaments i noves tecnologies amb l'objectiu d'un curat més ràpid i exhaustiu dels compostos de resina.

## Halogen de tungstè

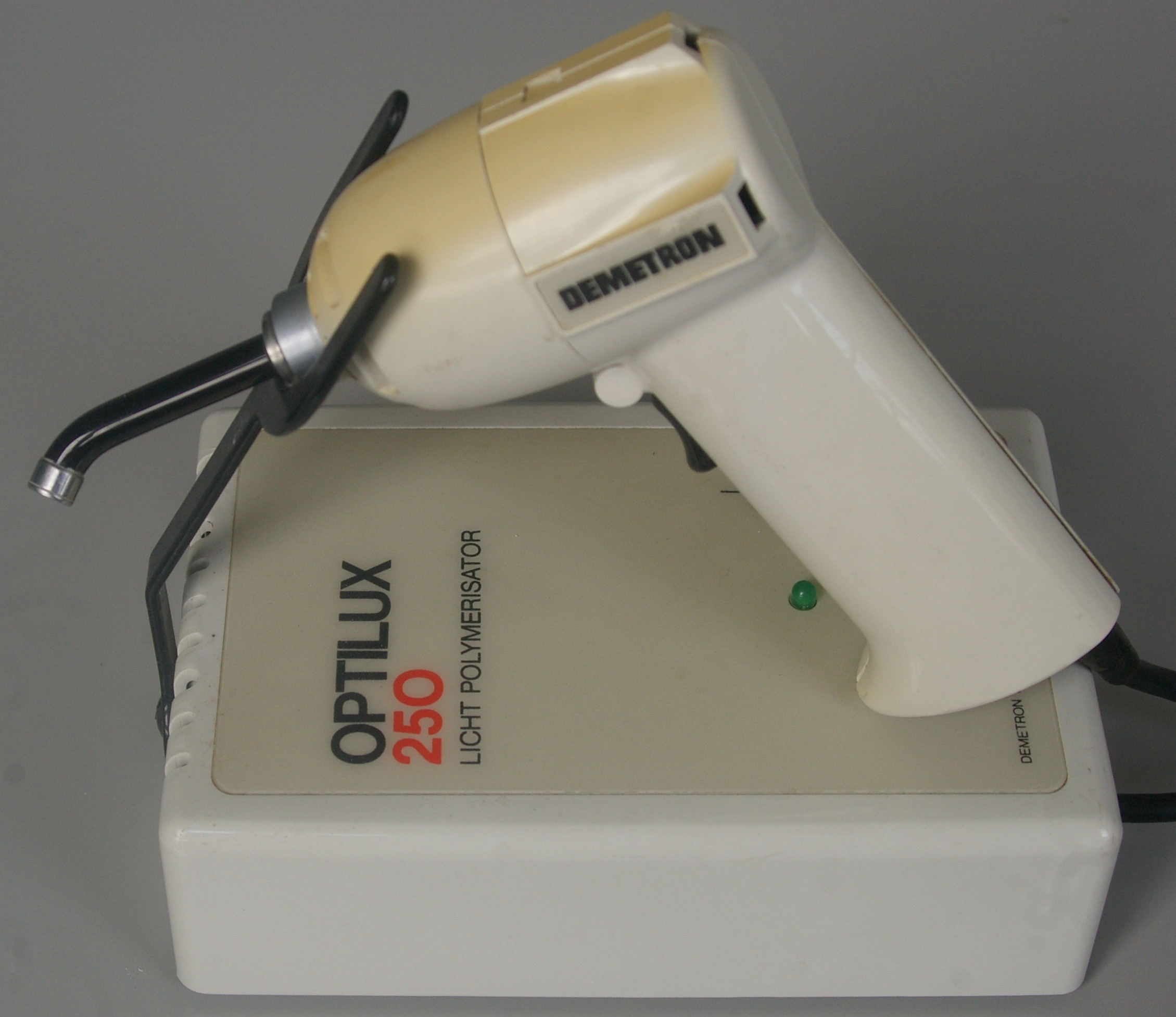
Llum de curat a base de làmpada halògena.

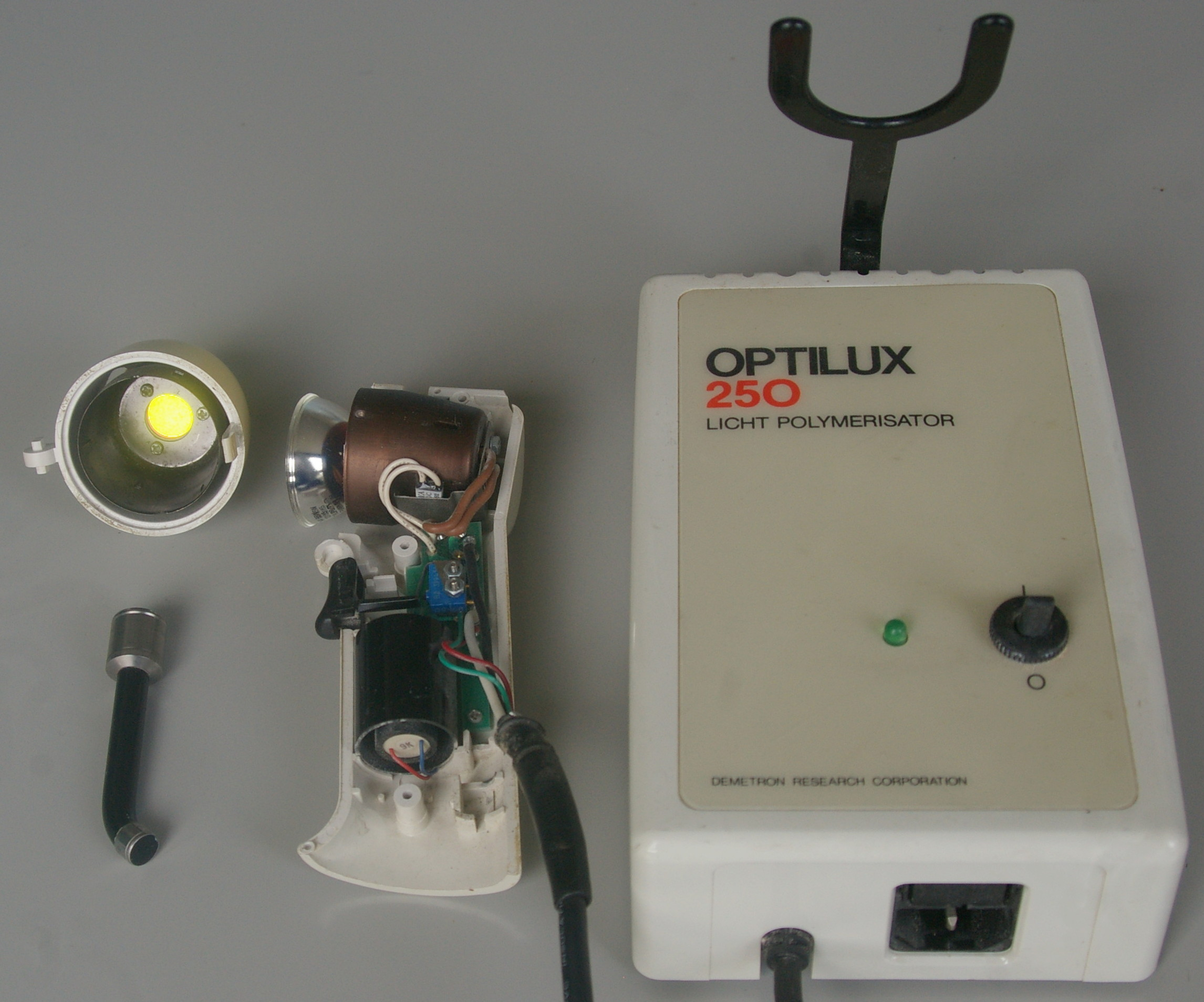
A la llum de curat halògens, la font d'alimentació alimenta un ventilador de refrigeració i una petita làmpada halògena connectada a un reflector. La llum blava és produïda per un filtre dicroic i dirigida per una guia d'ones. La llum s'encén temporalment prement el gallet.

La llum de curat d'halògens de tungstè, també coneguda simplement com a "llum de curat d'halògens", és la font de polimerització més freqüent que s'utilitza a les consultes dentals. Perquè la llum es produeixi, un corrent elèctric flueix a través d'un filament prim de tungstè, que funciona com a resistència . Aquesta resistència s'escalfa a temperatures d'uns 3.000 Kelvin, es torna incandescent i emet radiació infraroja i electromagnètica en forma de llum visible". Proporciona una llum blava entre 400 i 500 nm, amb una intensitat de 400-600 mW cm −2 . Aquest tipus de llum de polimerització, però, té certs inconvenients, el primer dels quals és la gran quantitat de calor que genera el filament. Això requereix que la llum de polimerització tingui instal·lat un ventilador de ventilació que resulta en una llum de polimerització més gran. El ventilador genera un so que pot molestar alguns pacients, i la potència de la bombeta és tal (p. ex. 80 W) aquests llums de curat han d'estar connectats a una font d'alimentació; és a dir, no són sense fil. A part d'això, aquesta llum requereix un seguiment freqüent i la substitució de la bombeta de curat real a causa de les altes temperatures que s'assoleixen. (Per exemple, un model utilitza una bombeta amb una vida útil estimada de 50 hores que requeriria una substitució anual, suposant un ús de 12 minuts al dia, 250 dies a l'any.) A més a més, el temps necessari per curar completament el material és molt més llarg que la llum de curat LED.

## Díode emissor de llum

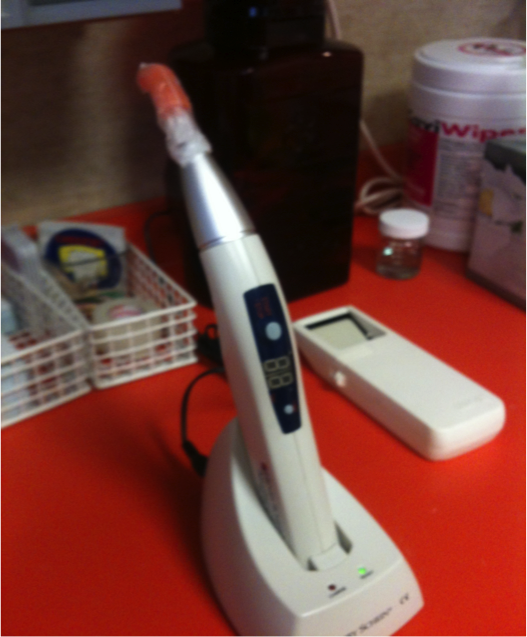
Llum de curat LED.

Aquests llums de polimerització utilitzen un o més díodes emissors de llum [LED] i produeixen llum blava que polimeritza el material dental. Els LED com a fonts de fotopolimerització es van suggerir per primera vegada a la literatura l'any 1995. El 2013 es va publicar una breu història de la curació de LED en odontologia. Aquesta llum utilitza un semiconductor basat en nitrur de gal·li per a l'emissió de llum blava.
Un article de 2004 a la revista de l' American Dental Association explicava: "En els LEDS, s'aplica un voltatge a les unions de dos semiconductors dopats (dopat n i dopat p), donant lloc a la generació i emissió de llum en un rang de longitud d'ona específic Controlant la composició química de la combinació de semiconductors, es pot controlar el rang de longitud d'ona espectre de llum blava en el rang de 400-500 nm (amb una longitud d'ona màxima d'uns 460 nm), que és el rang d'energia útil per activar la molècula CPQ que s'utilitza més habitualment per iniciar la fotopolimerització dels monòmers dentals".
Aquests llums de curat són molt diferents dels llums de curat halògens. Són més lleugers, portàtils i efectius. La calor generada per les llums de curat LED és molt menor, la qual cosa significa que no requereix un ventilador per refredar-la. Com que el ventilador ja no era necessari, es podria dissenyar una llum més lleugera i més petita. La seva portabilitat prové del baix consum d'energia. El LED ara pot utilitzar bateries recarregables, cosa que fa que sigui molt més còmode i fàcil d'utilitzar.
La llum de polimerització LED cura el material molt més ràpidament que les làmpades halògenes i les llums de polimerització LED antigues. Utilitza un únic LED blau d'alta intensitat amb un cristall semiconductor més gran. S'ha augmentat la intensitat de la llum i la zona d'il·luminació amb una sortida de 1.000 mW/ cm2 . Per emetre una llum d'intensitat tan alta, utilitza una pel·lícula de mirall altament reflectant que consisteix en "tecnologia de pel·lícula polimèrica multicapa".

## Funcionament
Els llums de curat halògens i LED funcionen de la mateixa manera. Ambdues llums requereixen que l'operador premi un botó o un disparador per encendre la llum blava. Es prem un disparador per activar les llums de curat halògenes. Els models més antics requereixen que l'operador mantingui premut el disparador per tal que la llum s'emeti, mentre que els models més nous només requereixen que es premeu el disparador una vegada. La llum romandrà encesa tant en els models més nous de llums halògens com de llums LED fins que el temporitzador expiri després de prémer el disparador o el botó. Quan la llum està encès, es col·loca directament sobre la dent amb el material fins que es cura.

## Importància
El desenvolupament de la llum de polimerització va canviar molt l'odontologia. Abans del desenvolupament de la llum de polimerització dental, s'havien d'utilitzar diferents materials per a posar un material compost a base de resina en una dent. El material fet servir abans d'aquest desenvolupament era un material de resina autocurable. Aquests materials, un material A i un material B, es van barrejar per separat abans de l'aplicació. El material A era la base i el material B el catalitzador. Aquest material de resina es va barrejar primer i després es va col·locar a la dent. En acabat s'endureix completament després de 30-60 segons. Això va presentar diversos problemes al dentista. Un dels problemes va ser que el dentista no tenia control sobre la rapidesa amb què es curava el material; un cop barrejat, va començar el procés de curació. Això va fer que el dentista hagués de col·locar el material de manera ràpida i adequada a la dent. Si el material no estava ben col·locat, s'havia d'excavar el material i tornar a començar el procés.
El desenvolupament d'aquesta nova tecnologia va donar pas a nous materials de resina activada per la llum. Aquests nous materials són molt diferents dels anteriors. Aquests materials no s'han de barrejar i es poden dispensar directament al lloc. Aquest nou material de resina mal·leable només es pot curar completament amb una llum de curat dental. Això presenta nous avantatges per als dentistes: ara s'aixeca el límit de temps i el dentista ara pot assegurar-se que el material estigui ben col·locat.